# Creixell
Creixell è un comune spagnolo di 2 086 abitanti situato nella comunità autonoma della Catalogna.